# Weinfeld (Naturschutzgebiet)
Koordinaten: 51° 36′ 48″ N, 11° 26′ 59″ O
Das Weinfeld ist ein Naturschutzgebiet in der Stadt Mansfeld im Landkreis Mansfeld-Südharz in Sachsen-Anhalt.
Das Naturschutzgebiet mit dem Kennzeichen NSG 0180 ist rund 25 Hektar groß. Es ist deckungsgleich mit dem FFH-Gebietes „Weinfeld nordwestlich Mansfeld“ und wird vom Landschaftsschutzgebiet „Harz und Vorländer“ umgeben. Das Gebiet steht seit 1998 unter Schutz (Datum der Verordnung: 8. Juli 1998). Zuständige untere Naturschutzbehörde ist der Landkreis Mansfeld-Südharz.
Das Naturschutzgebiet liegt nordwestlich von Mansfeld im Naturpark Harz/Sachsen-Anhalt (Mansfelder Land). Es stellt die in westliche bzw. südliche Richtungen exponierten Hänge des Kernberges entlang eines zeitweise wasserführenden Seitentals der Wipper im östlichen Harzvorland unter Schutz. Im südlichen Bereich des Naturschutzgebietes herrschen wertvollen Halbtrockenrasen vor. Sie sind von Schafschwingelarten geprägte. Weiterhin sind u. a. Taubenskabiose, Gelbe Skabiose, Wirbeldost, Österreichischer Lein und Sichelmöhre charakteristische Arten. Die Flächen sind teilweise mit Schlehen, Eingriffeligem Weißdorn, Schwarzem Holunder und Wildrosenarten, darunter auch die bestandsbedrohte Rosa micrantha, verbuscht. Das Gartengeißblatt erreicht hier seine nördliche Verbreitungsgrenze. Daneben kommen aufgelassene Streuobstwiesen mit Pflaumen-, Apfel- und Kirschbäumen vor, in deren Bereich auch Weißdorn und Liguster wachsen, sowie Steilhangbereiche mit Zwergstrauchheiden. Hier ist insbesondere die Besenheide zu finden. Nach Norden schließen sich bewaldete Bereiche an. 
Die Halbtrockenrasenbereiche sind Lebensraum bestandsbedrohter Schmetterlinge, Heuschrecken und Laufkäfer. Daneben beherbergen sie eine artenreiche Avifauna. So kommen hier u. a. Sperbergrasmücke, Dorngrasmücke, Goldammer und Fitis, im Bereich der Streuobstwiesen auch Wendehals vor. In den bewaldeten Bereichen sind u. a. Amsel, Buchfink, Rotkehlchen und Kleinspecht heimisch.